# Боратинский, Вацлав
Вацлав Боратыньский (пол. Wacław Boratyński; 28 августа 1908, Рыглице (ныне Тарнувский повят Малопольское воеводство Польши — 25 сентября 1939, Львов) — польский художник, график, автор проектов польских почтовых марок и открыток.

## Биография
В 1928 г. поступил в Национальную школу декоративного искусства и промышленных искусств в Кракове. В 1929 г. состоялась первая выставка его работ.
Был членом польской группы художников «Племя Рогатое сердце», эстетическим направлением которой был поиск вдохновения в культуре древних славян. Применял псевдоним с языческим именем Працовит из Рыглиц.
Сотрудничал с рядом периодических изданий, в частности, краковскими журналами и газетами «Полония» (пол. «Polonia») и «Салон польских художников» (пол. «Salon Malarzy Polskich») и др., в которых помещал оригинальные иллюстрации и публиковал свои заметки по истории искусства.

## Творчество
С 1933 г. работал в технике пера, акварели и темперы.
В 1938—1939 годах, Вацлав Боратыньский создал макеты 24-х польских марок, в том числе «Историческую серию» из 10 марок, а также серию марок, посвященную Международному чемпионату по лыжному спорту в Закопане (1938) Автор серии почтовых открыток с изображениями польских национальных одежд, а также в честь 25-летия создания Польских легионов (1939). Создал образец медали V Национальной филателистической выставки в Варшаве (1938).
Участник боев за Львов во время Польского похода РККА на Западную Украину. 25 сентября 1939 умер от ран, полученных во боях за Львов.

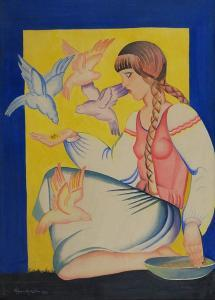
Девушка кормящая голубей. 1934
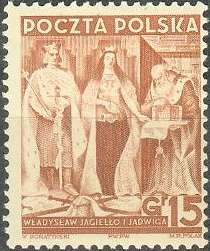
Марка из «Исторической серии»
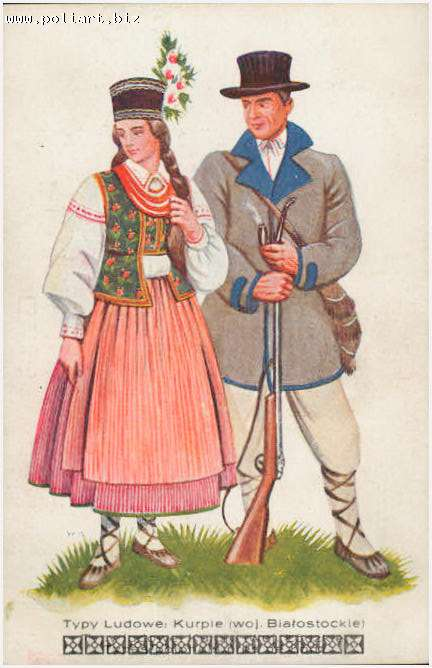
Почтовая открытка Польши. Образцы народной одежды.